# Saucats (Fluss)
Der Saucats ist ein Fluss in Frankreich, der im Département Gironde in der Region Nouvelle-Aquitaine verläuft. Er entspringt auf dem Gebiet der gleichnamigen Gemeinde Saucats, entwässert generell Richtung Nordost durch das Weinbaugebiet Graves und mündet nach  rund 21 Kilometern im Gemeindegebiet von Isle-Saint-Georges als linker Nebenfluss in die Garonne.

## Orte am Fluss
(Reihenfolge in Fließrichtung)
- Saucats
- La Brède
- Ayguemorte-les-Graves
- Isle-Saint-Georges

## Sehenswürdigkeiten
- Das Einzugsgebiet des Flusses ist als Natura 2000-Schutzgebiet unter Code FR7200797 registriert.
- Réserve Naturelle géologique Saucats - La Brède